# Карачево (Козловський район)
Кара́чево (рос. Карачево, чув. Карач) — село у складі Козловського району Чувашії, Росія. Входить до складу Карачевського сільського поселення.
Населення — 93 особи (2010; 143 у 2002).
Національний склад:
- чуваші — 99 %